# Lennart Pyritz
Lennart Wolfgang Pyritz (* um 1977) ist Biologe, Wissenschaftsjournalist und Moderator. Beim Deutschlandfunk (DLF) moderiert er im Wechsel mit anderen die Sendung „Forschung aktuell“.

## Leben
Pyritz studierte Biologie in Bielefeld und Göttingen und promovierte 2008 am Deutschen Primatenzentrum (DPZ) mit dem Werk „Verhaltensökologie und Soziobiologie“ über das Gruppenverhalten von Lemuren der Art Rotstirnmakis. Für die Datenaufnahme verbrachte er 14 Monate auf einer Forschungsstation im Trockenwald Westmadagaskars und führte über dieses Thema den Blog auf Spektrum.de, der 2012 mit weiteren Details als Buch veröffentlicht wurde („Von Makis und Menschen“, Verlag Springer Spektrum). Nach der Doktorarbeit wechselte Pyritz in den Wissenschaftsjournalismus, hospitierte bei der Süddeutschen Zeitung in München, Zeit Wissen in Hamburg und arbeitete als Vertretungsredakteur der Sendung Quarks (damals „Quarks & Co“) im WDR. 2012 bis 2014 volontierte er beim Deutschlandfunk (damals „Deutschlandradio“) in Köln und Berlin und für einen Monat bei dem BBC World Service in London. Danach arbeitete er als Junior-Mitarbeiter in der Wissenschaftsredaktion des Deutschlandfunks in Köln. Vom 10. September bis zum 22. Oktober unterbrach er seine Anstellung beim DLF, um mit einem Recherchestipendium der Heinz-Kühn-Stiftung als Journalist nochmal auf Madagaskar zu arbeiten.

## Werke
- Madagaskar – von Makis und Menschen. Springer Spektrum, Berlin 2012, ISBN 978-3-8274-2961-2.
- Im Deutschlandfunk „Wissenschaft im Brennpunkt“
  - Hightech in der Tierforschung – Ein Storch geht online vom 31. August 2014
  - Madagaskars letzte Lemuren – Überleben auf dem achten Kontinent vom 22. November 2015
  - Nerven wie ein Wurm – Der Ursprung des Gehirns vom 27. März 2016
  - Signifikant erschüttert – Das Verhältnis zwischen Trump und der Wissenschaft vom 5. Februar 2017
  - mit Joachim Budde: Postfaktische Forschung – US-Wissenschaft wappnet sich gegen Trump vom 19. Februar 2017
  - Tiere und Astronauten im Energiesparmodus – Ich bin dann mal weg vom 14. April 2017
  - als Moderator / Beiträge: Michael Lange: Mit Genedrive gegen unerwünschte Arten – Selbstsüchtige Gene vom 24. September 2017
  - Hirnforschung bei Hunden – Einfach nur wau?! vom 25. Februar 2018
  - Mamba-Medizin – Arzneistoffe aus Tiergift vom 10. Mai 2018